# Юсеф Шахін
Юсеф Шахін (*25 січня 1926, Александрія — †27 липня 2008, Каїр) — єгипетський режисер, сценарист і продюсер, класик національного кіно.

## Біографія
Юсеф Шахін народився в 1926 році в місті Александрія в арабській родині християнського віросповідання. За свою довгу і плідну творчу кар'єру він створив понад 30 картин. Зокрема, йому належать такі шедеври, як «Каїрський вокзал», «Земля», «Александрія, чому?», «Емігрант», «Доля». Одна з картин режисера, «Баб ель-Хадід» (1958 рік) входить до неофіційного списку найкращих фільмів всіх часів.
Саме завдяки Шахіну в світовому кінематографі засяяла зірка Омара Шаріфа, який дебютував у фільмі «Боротьба в долині» (1954). В роботі режисера «Люди і Ніл» (1968 рік), присвяченій будівництву Асуанської дамби, знялися відомі радянські актори Володимир Івашов і Юрій Каморний.
1972 року режисер заснував у Каїрі кінокомпанію Misr International films — відтоді провідного кіновиробника у країні.
Юсеф Шахін був новатором єгипетського кіно. Він відступив від популярного жанру мелодрами, вперше вивівши на національний екран як героя простого селянина.
У 1997 році режисер отримав премію 50-го Каннського кінофестивалю за сукупну свою творчість і неоціненний внесок у світовий кінематограф.